# New Orleans Saints 1967
La stagione 1967 dei New Orleans Saints è stata la prima della franchigia nella National Football League. Guidata da Tom Fears la squadra terminò con 3 vittorie e 11 sconfitte, al quarto posto della propria division.

## Roster
| Roster dei New Orleans Saints nel 1967 |
| --- |
| Quarterback - 15 Gary Cuozzo - 17 Billy Kilmer - 19 Gary Wood Running Back - 32 Tom Barrington FB - 22 Charlie Brown HB - 30 Les Kelley FB - 36 Don McCall HB - Randy Schultz FB - 31 Jim Taylor FB - 39 Ernie Wheelwright HB Wide Receiver - 46 Danny Abramowicz SE - 42 John Gilliam SE - 86 Tom Hall FL - 85 Ray Poage FL - 27 Walter Roberts FL Tight End - 89 Kent Kramer Offensive Linemen - 71 Dick Anderson T - 78 Jerry Jones T - 63 Roy Schmidt - 58 Eli Strand G - 73 Jerry Sturm T - 54 Joe Wendryhoski C - 61 Del Williams G Defensive Linemen - 81 Doug Atkins DE - 79 Lou Cordileone DT - 72 Earl Leggett DT - 76 Dave Rowe - 60 Brian Schweda DE - 74 Mike Tilleman DT Linebacker - 55 Jackie Burkett - 66 Bill Cody - 35 Ted Davis - 59 Fred Whittingham Defensive Back - 16 Bo Burris S - 21 John Douglas CB - 26 Jimmy Heidel S - 0 Obert Logan S - 44 George Rose CB - 23 Dave Whitsell CB - 20 George Youngblood S Special Team - 10 Charlie Durkee K - 12 Tom McNeill P Lista delle riserve - 83 Vern Burke TE (IR) - 47 Bruce Cortez CB (IR) - 80 Jim Garcia DE (IR) - 71 Dave McCormick OT (IR) - 24 Elijah Nevett FL (Servizio militare) - 77 Ray Rissmiller OT (IR) - 53 Dave Simmons LB (IR) - 37 Steve Stonebreaker LB (IR) |
| Legenda - I rookie sono in corsivo. - Il primo ruolo è il principale mentre gli eventuali successivi indicano i ruoli secondari. - (IR) sta per Injured Reserve ed indica la lista ristretta per un solo giocatore infortunato che può tornare ad allenarsi dopo la settimana 6 e a rientrare in prima squadra dopo che questa ha giocato 8 partite. - (NF-Inj.) / (NF-Ill.) stanno rispettivamente per Non-Football Injured e Non-Football Illness ed indicano le liste dove viene inserito un giocatore che ha un infortunio o una malattia non dipendente dal football americano. - (PUP) sta per Physically Unable to Perform ed indica la lista dove viene inserito un giocatore mentre è in attesa di recuperare la condizione fisica. Nella stagione regolare dopo la sesta partita giocata dalla propria squadra, il giocatore ha tempo tre settimane per riprendere ad allenarsi, più tre settimane aggiuntive dal suo rientro agli allenamenti per rientrare in prima squadra. |

## Calendario
| Stagione regolare |                        |           |        |                              |
| Turno             | Avversario             | Risultato | Record | Stadio                       |
| 1                 | Los Angeles Rams       | S 13–27   | 0–1    | Tulane Stadium               |
| 2                 | Washington Redskins    | S 10–30   | 0–2    | Tulane Stadium               |
| 3                 | Cleveland Browns       | S 7–42    | 0–3    | Tulane Stadium               |
| 4                 | at New York Giants     | S 21–27   | 0–4    | Yankee Stadium               |
| 5                 | at Dallas Cowboys      | S 10–14   | 0–5    | Cotton Bowl                  |
| 6                 | at San Francisco 49ers | S 13–27   | 0–6    | Kezar Stadium                |
| 7                 | Pittsburgh Steelers    | S 10–14   | 0–7    | Tulane Stadium               |
| 8                 | Philadelphia Eagles    | V 31–24   | 1–7    | Tulane Stadium               |
| 9                 | Dallas Cowboys         | S10–27    | 1–8    | Tulane Stadium               |
| 10                | at Philadelphia Eagles | S 21–48   | 1–9    | Franklin Field               |
| 11                | Atlanta Falcons        | V 27–24   | 2–9    | Tulane Stadium               |
| 12                | at St. Louis Cardinals | S 20–31   | 2–10   | Busch Memorial Stadium       |
| 13                | at Baltimore Colts     | S 10–30   | 2–11   | Memorial Stadium             |
| 14                | at Washington Redskins | V 30–14   | 3–11   | District of Columbia Stadium |

## Classifiche
| NFL Capitol         |   |    |   |      |       |       |     |     |     |
|                     | V | S  | P | %    | DIV   | CONF  | PF  | PS  | STR |
| Dallas Cowboys      | 9 | 5  | 0 | .643 | 4–2   | 8–2   | 342 | 268 | S1  |
| Philadelphia Eagles | 6 | 7  | 1 | .462 | 3–2–1 | 5–4–1 | 351 | 409 | V1  |
| Washington Redskins | 5 | 6  | 3 | .455 | 2–3–1 | 4–5–1 | 347 | 353 | S1  |
| New Orleans Saints  | 3 | 11 | 0 | .214 | 2–4   | 2–8   | 233 | 379 | V1  |

Nota: I pareggi non venivano conteggiati ai fini della classifica fino al 1972.